# آدي والش
آدي والش (بالإنجليزية: Addie Walsh)‏ هي كاتبة سيناريو أمريكية، ولدت في 1953.

## وصلات خارجية
- آدي والش على موقع IMDb (الإنجليزية)
- آدي والش على موقع قاعدة بيانات الفيلم (الإنجليزية)